# Fustérianisme

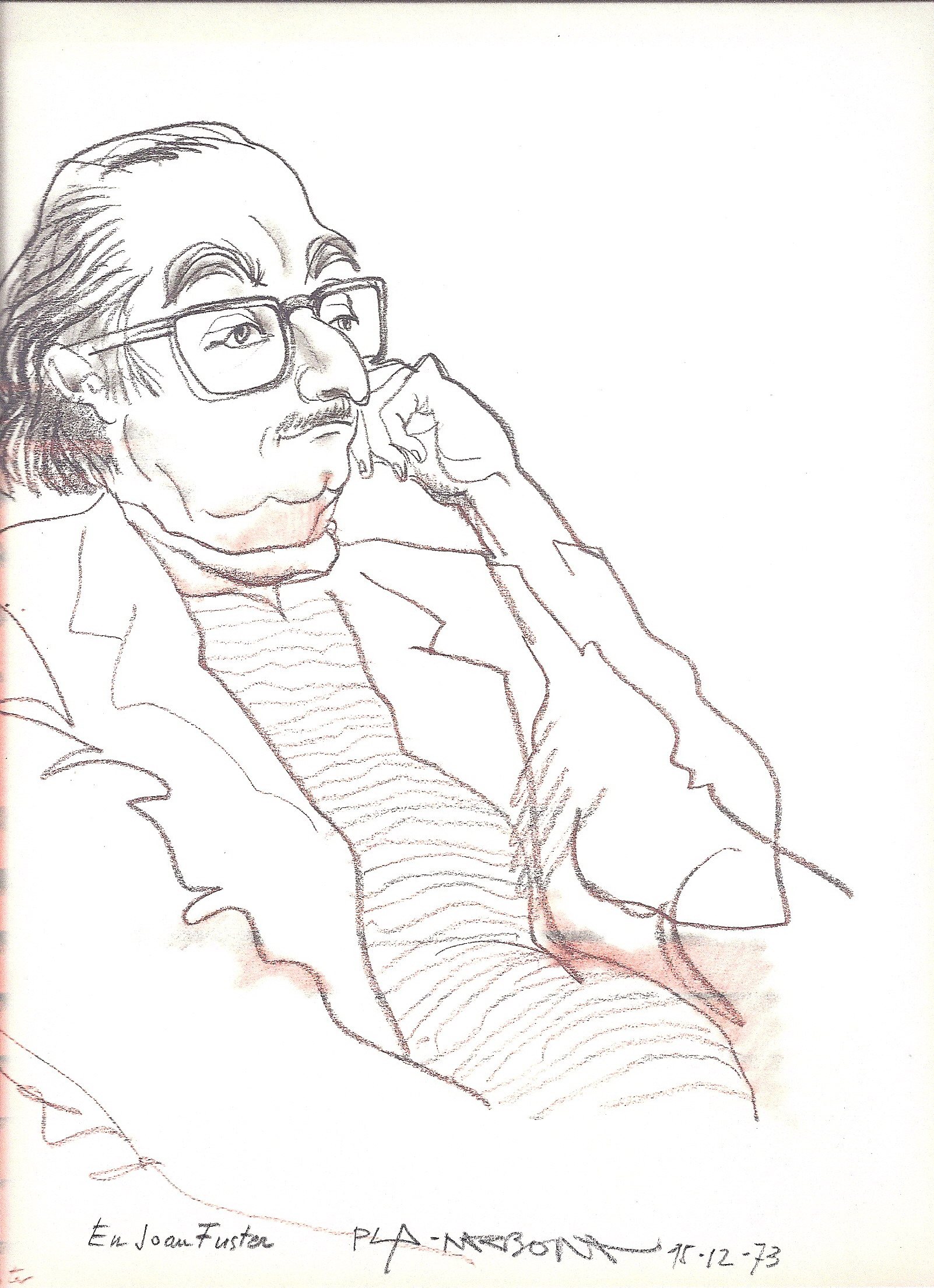
Joan Fuster.

Le fustérianisme est le courant politique issu de la pensée de Joan Fuster (1922-1992), intellectuel espagnol du Pays valencien, figure fondamentale du valencianisme et du pancatalanisme.
Entre 1962 et 1982, durant le franquisme tardif et la transition démocratique, Fuster publia une série de textes qui constituent les bases doctrinales d’un nouveau nationalisme valencien de base linguistique, dans lequel le Pays valencien était envisagé comme une partie de la « nation catalane », prenant place dans un projet politique de Pays catalans,.
La pensée de Fuster eut une influence capitale dans la rénovation des études universitaires de la région valencienne et suscita un intense débat autour de son identité, qui déboucha durant la transition sur un violent mouvement d’opposition de la part de l’extrême droite anticatalaniste locale, à qui l’on attribue deux attentats dont Fuster fut victime. Après sa mort, le débat politique autour des idées fustériennes devint peu à peu moins visible, mais suscita de nombreuses études universitaires.
Dans les milieux académiques, l’existence d’un « paradigme national fustérien » a été développé par Manuel Alcaraz dans différents travaux publiés à partir de 1985, son essai Cuestión nacional y autonomía valenciana étant la première étude faisant usage de ce concept.

## Caractérisation
L'historien Toni Rico synthétise le paradigme fustérien en quatre points : la considération du Pays valencien comme un sujet politique singulièrement différencié de la nation espagnole, avec laquelle les Valenciens s’identifient majoritairement ; la défense de la modernisation des structures de la région valencienne, en considérant que la société valencienne se trouve dans un état arriéré et éloigné des standards européens ; la considération du Pays valencien comme une partie intégrante de la culture catalane de par sa langue et son histoire, ; un engagement avec l'idée de Pays catalans, que soit en tant que sujet strictement culturel ou comme une possible nation politique.
Plus tard Vicent Flor caractérise le fustérianisme à partir de six éléments : le rationalisme, le catalanisme, la modernisation, l’opposition au régionalisme et la mentalité provincialiste, l’indéfinition politique et l’essentialisme, cette dernière propriété étant commune avec le blavérisme — mouvement anticatalaniste et fascisant qui fut durant la transition à l'origine d’une vague de violences connue comme la bataille de Valence — pour qui l’auteur définit un parallèle totalement opposé pour ce qui est des cinq autres points,. Les premiers caractères — rationalisme, catalanisme, progressisme, dépassement du localisme et du provincialisme et indéfinition politique et de parti — sont des traits utilisés par Alcaraz en 1985.
Selon l'écrivain Toni Cucarella (en), le terme même de « fustérianisme » est utilisé par ceux contraires au projet pancatalaniste, qu’il réduirait aux idée d’une seule personne, et par conséquent plus facilement attaquable.[réf. nécessaire]
Quelques auteurs ont suggéré, sans rencontrer grand succès, de différencier entre « fustériens » (fusterians), admirateurs de l’homme de lettres, et « fustéristes » (fusteristes), suiveur d’une doctrine politique

## Contexte historique
Après la victoire franquiste dans la guerre civile espagnole, la participation de la droite au réseau du régime dictatorial permet au discours du régionalisme valencien de se maintenir avec une certaine continuité, bien que, à cause de son instrumentalisation par le régime, ses références, particulièrement sur le plan symbolique et culturel, s’imprègnent d’une mentalité réactionnaire et tournée vers le passé. En conséquence, les jeunes nationalistes valenciens des années 1950 proposèrent un valencianisme en rupture avec l’espagnolisme qui caractérisait le régionalisme dans lequel ils avaient baigné durant les premières années de la dictature.
Joan Fuster entre en contact avec les cercles littéraires catalans et valencien par l’intermédiaire du groupe Torre, cercle littéraire qui, bien qu’ayant joué un grand rôle dans la reprise de la littérature en valencien des années 1950, n’avait qu’une présence très marginale dans la société valencienne du franquisme.
En 1954, Fuster accède au « noyau dur » de l'élite intellectuelle clandestine en langue catalane. Il présente son idée de Pays catalans aux cercles catalanistes de Barcelone où il reçoit un bon accueil. Il avait antérieurement déjà introduit ce concept dans les publications de l’exil catalan au Mexique, particulièrement dans un texte intitulé València en la integració de Catalunya,,. En 1955, la maison d'édition barcelonaise Selecta publie son Antologia de la poesia valenciana, un des premiers termes où il utilise l'expression de Pays catalans, utilisant le standard écrit basé sur le dialecte central de Barcelone ; il demanda à l’éditeur de spécifier explicitement l’origine valencienne de l’auteur.
C’est en 1962 qu’il écrit Nosaltres, els valencians, un influent essai historique,. Avec Qüestió de noms (Edicions d'Aportació Catalana) et El País Valenciano (Editorial Destino), tous deux également publiés en 1962, ils sont considérés « des livres basiques pour la connaissance de l’histoire, de la culture et des problèmes d’identité du Pays valencien ». Nosaltres, els valencians fait l'effet d’une bombe dans les milieux intellectuels et universitaires valenciens et entraîne une rénovation de toute la pensée autour de la question nationale et identitaire des Valenciens. Il y affirme que les territoires de langue catalane du Pays valencien n’auraient comme seul « futur normal » possible que l’incorporation dans une entité « suprarégionale », les Pays catalans.

## Débat théorique
Entre le franquisme tardif et 1977, se produit un grand débat autour du concept de Pays catalans. À partir de 1975 les forces politiques nationalistes valenciennes, comme le PSPV, rompent avec certains postulats de Fuster, comme l’inclusion des comarques hispanophones dans la conception de la « valencianité » qu’ils mettront en exergue. Des livres comme La via valenciana d’Ernest Lluch, mettront en doute la vision extrêmement agraire et peu industrialisée de la région qui se déprend de l’œuvre de Fuster. L’un des arguments en faveur de la défense des Pays catalans comme d’une entité politique, comme cadre nécessaire pour toute tentative de modernisation de la société valencienne, se trouvait ainsi réfuté, impliquant qu’il était possible de réaliser un nationalisme valencien différencié et indépendant de la Catalogne. Dans les années 1980 apparaît un courant valencianiste révisant fortement la pensée fustérienne, la dénommée « troisième voie valencienne ». À partir des années 2010, le sociologue Vicent Flor et Ferran Archilés ont apporté de nouveaux développements à l’étude du fustérianisme.

## Traduction politique
Durant le franquisme tardif, le fustérianisme devient un référent mobilisateurs pour divers collectifs catalanophones valenciens, notamment ceux de la classe moyenne et originaires des zones de langue valencienne, à l’exception de la capitale de la région, quand bien même ils pouvaient être liés à cette ville professionnellement ou par l’université de Valence, dont les étudiants adhéraient massivement aux thèse fustériennes. Cette pénétration dans les milieux universitaires confère au fustérianisme une grande influence, qui diminua toutefois avec le temps dans les milieux académiques. À partir de ce moment, les différentes forces politiques d’opposition au franquisme se virent influencées par le fustérianisme, fait qui pourrait également expliquer une perception distordue du soutien politique et social à certaines thèses fustériennes, surévalué par rapport à celui qu’il reçut réellement. Le surgissement du blavérisme durant la transition démocratique accentue encore cette « désactivation » du fustérianisme lorsqu’il se trouve confronté à une possible mise en pratique, en affublant tous ceux qui pouvaient se montrer favorable aux thèses fustériennes, fût-ce par conviction « orthodoxe », par enthousiasme sincère ou par opportunisme, du qualificatif dénigrant de « catalaniste »,,,,.
Le manque de définition politique de la proposition fustérienne — Fuster n’a jamais milité dans un parti affirme lui-même en 1977 ne s’être jamais prononcé pour une solution politique concrète —,, aussi bien en ce qui concerne le projet de Pays catalans qu’en ce qui concerne la place du Pays valencien dans l’État espagnol — ou son indépendance —, explique qu’un large spectre de secteurs sociaux aient pu s’identifier comme fustériens dans les années 1960 et au début des années 1970. De même, les partis dont la culture politique était solidement ancrée dans le nationalisme, qu’il fût strictement valencien — ceux qui concevaient l’ancien royaume de Valence comme un sujet politique pouvant se fédérer librement avec les autres territoires de langue catalane dans une Espagne structurée sous forme fédérale ou confédérale —  ou pancatalaniste — qui concevaient les Pays catalans comme une entité unitaire qui avait pour vocation de s’ériger en État indépendant —, prennent une certaine distance avec le concept de fustérianisme au moment de la transition.
Dans la foulée des travaux publiés dans les années 1962, le fustérianisme influence également le majorquinisme, de façon directe avec la publication en 1967 du livre de Josep Melià Els mallorquins, dont le prologue est écrit par Fuster lui-même.
À partir des années 1980, Fuster commence à s’identifier avec les deux discours nationalistes — valencianiste strict d’une part, et pancatalaniste d’autre part —, à un moment où les nationalismes se trouvent exclus du panorama politique de la transition à Valence. Avec l’échec des forces nationalistes, il verra d’un bon œil les réformes du premier gouvernement valencien de Joan Lerma,.